# Intensidad de Arias
La intensidad de Arias(IA), también conocida como Intensidad Sísmica Instrumental consiste en un parámetro que sirve para determinar el riesgo sísmico de un área. Recibe su nombre en honor a su creador, el profesor Arturo Arias de la Universidad de Chile y se dio a conocer por primera vez en 1969, cuando el Massachusetts Institute of Technology Press publicó la investigación de este docente. 
La IA es una medida instrumental que sirve para determinar los daños que un terremoto provoca en las estructuras y edificaciones. En general es utilizada por ingenieros cuando se diseñan distintos tipos de obras, puesto que la IA les permite determinar la reacción de un suelo determinado ante un movimiento sísmico. 
El método por el cual se utiliza la IA es respecto al registro de las aceleraciones de un sismo, que se obtiene a través de instrumentos denominados acelerógrafos. Esta determina el patrón de amplificación o de atenuación de las ondas sísmicas que viajan por el interior de la tierra. Donde se decreta el tipo de onda con respecto al tipo de suelo, ya sean "blandos, rocosos, consolidados, etc". Al ser esta información recolectada a través de la IA, se hace indispensable antes de cualquier tipo de construcción. En conclusión la IA relaciona netamente las oscilaciones sísmicas con respecto al daño producido en las infraestructura de un edificio.
- Datos: Q4790259